# Ernolytis chlorospora
Ernolytis chlorospora é uma espécie de mariposa da família Glyphipterigidae e a única espécie do gênero Ernolytis. Ela foi descrita por Eduard Mariky em 1922, e pode ser encontrada em Fiji.